# Огни (повесть)
«Огни́» — повесть Антона Чехова, опубликованная в 1888 году в журнале «Северный вестник».

## Сюжет
Некий доктор (от лица которого и ведется повествование) знакомится с инженером Ананьевым и студентом фон Штенбергом, и становится свидетелем их спора. Предмет дискуссии — пессимизм, которому в числе многих молодых людей подвержен Штенберг. Мол, если все до единого результаты человеческой деятельности рано или поздно, но неизбежно будут со временем стёрты с лица земли, то зачем вообще прилагать какие бы то ни было усилия? Зачем к чему-либо стремиться, зачем чего-либо достигать, ежели так или иначе, а все равно все пойдет прахом? Инженер Ананьев — жизнерадостный мужчина — с горячностью обличает подобный строй мыслей.
Инженер знает, о чем говорит. Он сам в молодости на протяжении нескольких лет пребывал в плену этого упаднического мировоззрения, и за эти годы не стал, по его собственному признанию, ни на йоту умнее, благороднее или чище. Все в его жизни переменил, казалось бы, незначительный случай, о котором Ананьев подробно рассказывает доктору и студенту.
Однажды, вскоре после окончания университетского курса в столице молодой Николай Ананьев отправился отдыхать на Кавказ. По пути он остановился ненадолго в приморском городе, в котором когда-то родился и вырос. Прогуливаясь по набережной, он случайно встретил женщину, которая показалась ему знакомой. Не без труда Николай узнал в ней бывшую юную гимназистку, в которую был в своё время влюблен. Он сразу вспомнил не только её имя, но и прозвище — Кисочка, которое дали ей за необыкновенное сходство с котёнком.
Кисочка также узнала своего бывшего воздыхателя, и с большим участием стала расспрашивать о его жизни и учёбе в столице, радовалась за него и его товарищей по гимназии. Вся она светилась доброжелательностью и радостью за старого знакомого. А молодой приверженец пессимистического аморализма думал: «Хорошо бы сегодня сойтись с ней», и то, что она была замужем, совершенно его не волновало.
Кисочка пригласила его к себе домой, угостила чаем и вином. Беседа их все длилась, и Николай стал понимать, что его амурным планам сбыться не суждено. Слишком благожелательной и искренней была собеседница, слишком уважала его. Далее явился домой Кисочкин муж вместе с каким-то офицером, оба навеселе. И оба не обратили никакого внимания ни на Кисочку, ни на её гостя. Вскоре Ананьев распрощался и отправился восвояси.
Но ушел недалеко, так как стояла уже глубокая ночь, разобрать дорогу в кромешной тьме было невозможно, поэтому он уселся в какой-то беседке в ожидании рассвета. Однако вскоре услышал, как по аллее, всхлипывая и причитая, торопливо идет Кисочка. Она поссорилась с мужем, решила уйти к матери, и попросила Ананьева проводить её. По пути в город она жаловалась, как беспросветна и безрадостна её жизнь, а в мозгу молодого инженера опять крутилась та же мысль: «Хорошо бы сойтись с ней». И он все-таки увлек её к себе в гостиницу, добился своего, а на следующий день просто сбежал.

## Работа над повестью
В повести отразились впечатления автора от поездки в Таганрог в 1887 году, в том числе о соседях по Елизаветинской (Конторской) улице — молодом ветеринаре Николае Агалли (1866-1945, будущий профессор-бактериолог) и актрисе Марии Константиновне Доленко (актриса). Чехов какое-то время ухаживал за Марией Доленко, но в итоге она приняла предложение Агалли, которому писала:
Теперь кажется, что Антон положительно не способен открыть мне свою душу, что у него постоянно будет что-то затаенное и отталкивающее от себя. Кажется, что в будущем он скоро охладеет ко мне и что всё это — его порыв… Я совершенно ухожу в сторону от желания быть с ним. Он не нужен мне. Люби меня и жди.
Сам Чехов повестью остался недоволен и исключил из её из своего сборника сочинений. В письме А. C. Суворину (30 мая 1888 г.) он сообщал:
Когда я пишу, меня всякий раз пугает мысль, что моя повесть длинна не по чину, и я стараюсь писать возможно короче. Финал инженера с Кисочкой представлялся мне неважной деталью, запружающей повесть, а потому я выбросил его, поневоле заменив его «Николаем и Машей».

## Критика
Буренин счёл, что эта повесть не удалась Чехову, ибо «довольно растянута и фальшиво обработана в банальном тенденциозно-беллетристическом жанре». Крайне негативный отзыв опубликовал и В. К. Петерсен. 
Среди более поздних критиков Абрам Дерман подчёркивает автобиографическую основу повести, полагая, что «Огни» — «одно из самых интимных» произведений Чехова, где он «широко и глубоко лично поставил проблему сердечной холодности».

## Экранизация
В 1984 году по повести режиссёром Соломоном Шустером был снят фильм «Огни».